# Fiord Independence
El Fiord Independence és un gran fiord a la part oriental de Groenlàndia del nord. És d'aproximadament 200 km (120 mi) de llarg, i de 30 km (19 mi) d'ample. La seva boca a la capçalera del Mar de Wandel de l'oceà Àrtic està localitzada a 82° 15′ N, 21° 54′ O / 82.250°N,21.900°O. El fiord Jørgen Brønlund és un petit fiord que connecta amb el fiord Independence pel nord-oest.

## Geografia
Aquest fiord marca la frontera nord de la Terra del Rei Frederic VIII. La Glacera de Marie Sophie i la Glacera Academy tenen el seu final a la capçalera del fiord. Les illes Princesa Thyra i Princesa Margaret estan localitzades a la confluència dels fiords Danmark i Independence.
A l'entorn del fiord hi ha rastres de dues cultures paleoesquimals conegudes com a cultura Independence I i cultura Independence II.

## Història
L'àrea ha estat objecte de recerca des del començament del segle xx. Els primers resultats notables sobre rastres de poblament humà han estat publicats l'any 1911 per Christian Bendix Thostrup.

### Pre-Història
Al nord del fiord, al sud de la Terra de Peary, hi ha restes d'habitatges amb pis de pla el·líptic, construïts per la primerenca paleoesquimal 'cultura Independence I'. Aquestes persones van utilitzar eines fetes de roques i ossos, i van subsistir gràcies a la caça de bous mesquers i llebres polars. Ossos de bou mesquer caçats a la part baixa de la Terra de Peary demostren que l'àrea va ser habitada 2000 AC. Les descobertes més antigues són datades de 2400 BC. Descobriments del període que va del 1800 AC fins al 1300 AC. van ser fets majoritàriament al sud del fiord Independence. És desconeix si 'la cultura Independence I' va desaparèixer o la població va migrar al sud.
Descobertes d'un temps més tardà, entre 800 AC i 200 AC, és relacionen amb la cultura Independence II. Inicialment, Independence I i II van ser considerades com la mateixa cultura, però Eigil Knuth va trobar l'any 1956 que les dues eren cultures separades, a causa dels diferents tipus d'habitatge i diferències en altres artefactes. Els habitatges residencials de la cultura Independece II eren més complexes i més grans que les construccions més antigues d'aquesta àrea.
En ambdós casos no és clar si els descobriments en altres àrees al nord de Groenlàndia i a l'Illa Ellesmere haurien de ser atribuïts a d'altres cultures.

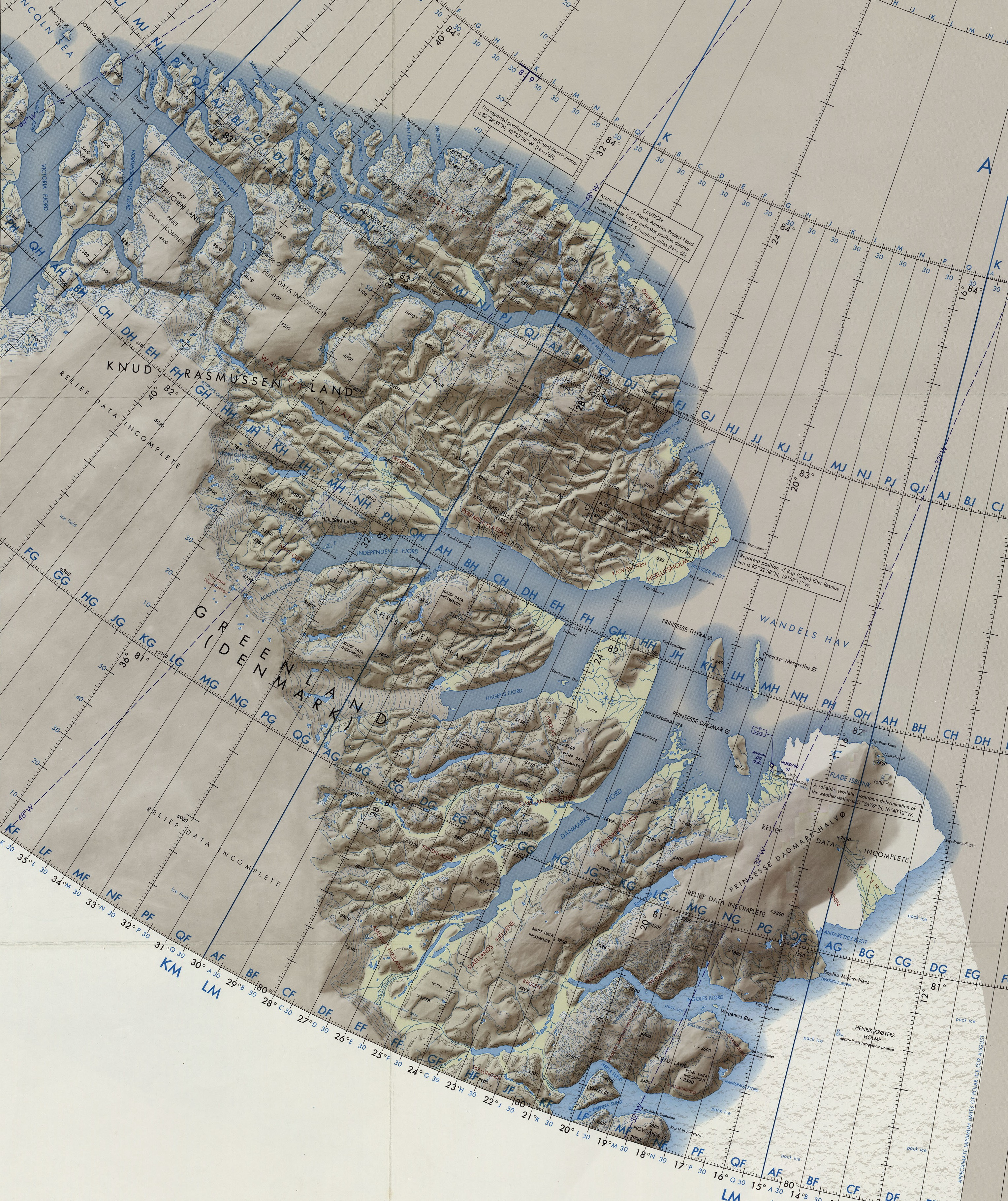
Mapa de Groenlàndia Nord-oriental
Àrees de cultura Independence I i II al voltant del fiord Independence.
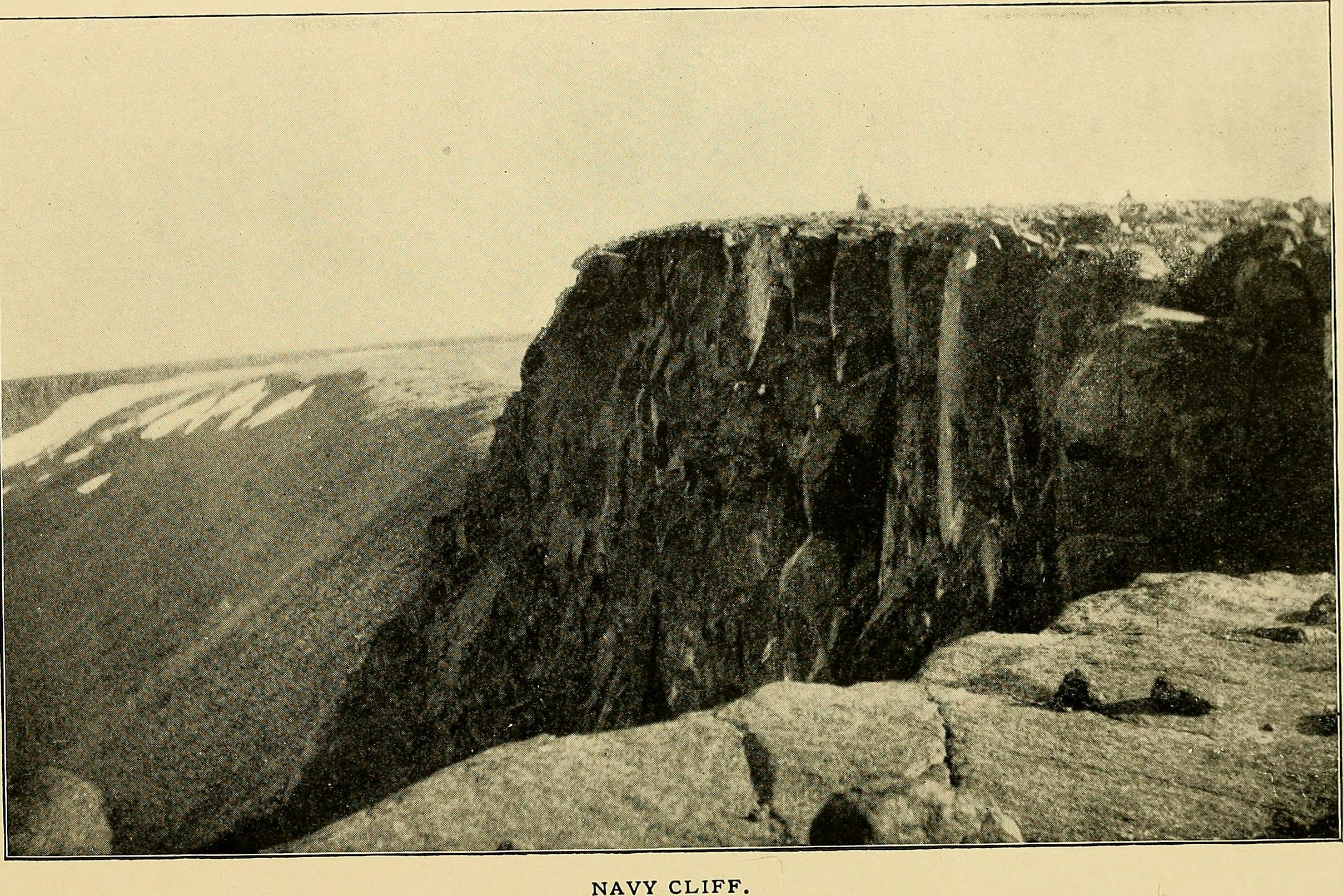
Penya-segat al fiord Independence. Fotografia feta durant l'Expedició First Thule.